# Nuoto sincronizzato ai campionati mondiali di nuoto 2007 - Singolo (programma libero)
La gara del nuoto sincronizzato - singolo libero dei campionati mondiali di nuoto 2007 è stata disputata il 18 e 22 marzo a Melbourne in Australia.
La gara, alla quale hanno preso parte 28 atlete provenienti da 28 nazioni, si è svolta in due turni.
La competizione è stata vinta dalla sincronetta francese Virginie Dedieu, mentre l'argento e il bronzo sono andati rispettivamente alla russa Natal'ja Iščenko e alla spagnola Gemma Mengual.

## Programma
| Data          | Ora   | Turno       |
| ------------- | ----- | ----------- |
| 18 marzo 2007 | 12:13 | Preliminari |
| 22 marzo 2007 | 20:05 | Finale      |

## Podio
| Posizione | Atleta           | Nazionalità |
| --------- | ---------------- | ----------- |
| Oro       | Virginie Dedieu  | Francia     |
| Argento   | Natal'ja Iščenko | Russia      |
| Bronzo    | Gemma Mengual    | Spagna      |

## Risultati

### Preliminari
I migliori 12 punteggi si qualificano per la finale
| Pos. | Atleta                     | Nazionalità    | Punti  | Note |
| ---- | -------------------------- | -------------- | ------ | ---- |
| 1    | Virginie Dedieu            | Francia        | 99.000 | Q    |
| 2    | Natal'ja Iščenko           | Russia         | 98.500 | Q    |
| 3    | Gemma Mengual              | Spagna         | 97.667 | Q    |
| 4    | Saho Harada                | Giappone       | 96.000 | Q    |
| 5    | Christina Jones            | Stati Uniti    | 95.333 | Q    |
| 6    | Marie-Pier Boudreau Gagnon | Canada         | 95.000 | Q    |
| 7    | Huang Xuechen              | Cina           | 94.000 | Q    |
| 8    | Beatrice Adelizzi          | Italia         | 92.833 | Q    |
| 9    | Evanthia Makrygianni       | Grecia         | 90.833 | Q    |
| 10   | Ganna Khmelnytska          | Ucraina        | 90.334 | Q    |
| 11   | Magdalena Brunner          | Svizzera       | 90.000 | Q    |
| 12   | Anastasia Gloushkov        | Israele        | 88.333 | Q    |
| 13   | Soňa Bernardová            | Rep. Ceca      | 87.500 |      |
| 14   | Wang Ok-gyong              | Corea del Nord | 87.000 |      |
| 15   | Mária Dzureková            | Slovacchia     | 86.334 |      |
| 16   | Jenna Randall              | Gran Bretagna  | 86.000 |      |
| 17   | Nayara Figueira            | Brasile        | 85.333 |      |
| 18   | Elisabeth Mahn             | Austria        | 84.000 |      |
| 19   | Omar Hanzada               | Egitto         | 81.667 |      |
| 20   | Lisa Lacker                | Germania       | 81.333 |      |
| 21   | Dannielle Liesch           | Australia      | 81.000 |      |
| 22   | Margareta Jakovac          | Croazia        | 77.167 |      |
| 23   | Katrina Ann Abdul Hadi     | Malaysia       | 75.000 |      |
| 24   | Devah Leenheer             | Aruba          | 74.333 |      |
| 25   | Shelvy Melowa              | Indonesia      | 74.167 |      |
| 26   | Violeta Mitinian           | Costa Rica     | 73.667 |      |
| 27   | Cheryl Seah Peizhen        | Singapore      | 72.833 |      |
| 28   | Sin Ieng Au Ieong          | Macao          | 72.000 |      |

### Finale
| Pos. | Atleta                     | Nazionalità | Punti  | Note |
| ---- | -------------------------- | ----------- | ------ | ---- |
| 1    | Virginie Dedieu            | Francia     | 99.500 |      |
| 2    | Natal'ja Iščenko           | Russia      | 98.500 |      |
| 3    | Gemma Mengual              | Spagna      | 98.000 |      |
| 4    | Saho Harada                | Giappone    | 96.667 |      |
| 5    | Christina Jones            | Stati Uniti | 95.666 |      |
| 6    | Marie-Pier Boudreau Gagnon | Canada      | 95.166 |      |
| 7    | Huang Xuechen              | Cina        | 93.666 |      |
| 8    | Beatrice Adelizzi          | Italia      | 93.167 |      |
| 9    | Evanthia Makrygianni       | Grecia      | 91.333 |      |
| 10   | Magdalena Brunner          | Svizzera    | 90.000 |      |
| 11   | Anastasia Gloushkov        | Israele     | 89.167 |      |
| 12   | Ganna Khmelnytska          | Ucraina     | 89.166 |      |